# Michalis Kapsis
Michalis Kapsis (grč. Μιχάλης Καψής) (Nikaia, Grčka, 18. listopada 1973.) je grčki bivši nogometaš. Za grčku nogometnu reprezentaciju je igrao na poziciji središnjeg braniča na Europskom prvenstvu u Portugalu 2004. na kojem je Grčka postala novi prvak. Michalis Kapsis je sin bivšeg grčkog nogometaša Anthimosa Kapsisa koji je s Panathinaikosom igrao u finalu Lige prvaka 1971. godine protiv nizozemskog AC Ajaxa.

## Klupska karijera

### Aris Nikeas
Kapsis je karijeru započeo u klubu Aris Nikeas za koji je odigrao 21 utakmicu.

### AO Neapolis
Nakon jedne sezone provedene u Arisu, Kapsis sljedeću sezonu igra u Neapolisu nakon čega prelazi u Anagennissi Artas.

### Anagennissi Artas
U ljeto 1992. godine igrač je potpisao za grčki trećeligaš Anagennissi Artas. U isto vrijeme za klub je potpisao i poznati grčki reprezentativni vratar Antonis Nikopolidis koji će kasnije s Kapsisom igrati u grčkoj reprezentaciji. Kapsis je i u ovome klubu proveo svega jednu sezonu odigravši 18 utakmica nakon čega prelazi u pirejski Ethinikos.

### Ethinikos
U pet sezona igranja za klub Kapsis je nastupio u 123 utakmice te je postigao dva pogotka. Igrač je svojim sjajnim igrama omogućio klubu da se kvalificira u prvu grčku ligu u sezoni 1993./94.

### AEK Atena
Tijekom zimskog prijelaznog roka sezone 1998./99. Kapsis iz Ethnikosa prelazi u atenski AEK. U prvoj polusezoni je skupio 15 nastupa dok je u sljedeće dvije sezone igrao kao standardni igrač. To razdoblje obilježio je i sukobom s klupskim vratarom Eliasom Atmatsidisom na treningu. U sezoni 2002./03. odigrao je svih šest utakmica Lige prvaka za AEK. Time je ostvario rekord u grčkoj nogometnoj povijesti jer je njegov otac igrajući za Panathinaikos nastupao u Ligi prvaka 1970-ih, a sada u istome natjecanju nastupa i njegov sin. Nekoliko godina kasnije taj rekord je ostvario i Georgios Samaras (s ocem Ioannisom) nastupajući za Celtic Glasgow.
Sezona 2003./04. bila je razočaravajuća jer je klub osvojio 5. mjesto u grčkom prvenstvu. Nakon toga Kapsis je napustio klub.

### Girondins Bordeaux
Završetkom Europskog prvenstva u Portugalu 2004. igrač je potpisao za francuski Girondins Bordeaux. Za klub je odigrao 29 prvenstvenih utakmica nakon čega je dobio mnogo ponuda od klubova koji su ga htjeli angažirati.

### Olympiacos
U ljeto 2005. igrač se vraća u domovinu te potpisuje dvogodišnji ugovor s pirejskim Olympiacosom. Česte ozljede i slaba minutaža u klubu udaljili su ga od prve momčadi. Često se nagađalo o Kapsisovoj budućnosti u klubu te je navodno ponudio klubu da s PAOK-om naprave zamijenu njega s Dimitrisom Salpigidisom koji je tada igrao za solunski klub. 31. kolovoza 2006. trener Olympiacosa Trond Sollied je najavio da Kapsis neće sudjelovati u Ligi prvaka.

### APOEL Nicosia
U veljači 2007. Kapsis prelazi u ciparski APOEL. Potpisanim sporazumom igraču je omogućeno da ako zadovolji klupske čelnike ostane u APOEL-u još jednu sezonu. Igrač je s klubom osvojio naslov ciparskog prvaka 2007. te mu je produžen ugovor. Iako je PAOK-ov predsjednik Theodoros Zagorakis bio zainteresiran za igrača te ga htio dovesti u klub u kolovozu 2007., Kapsis je tu mogućnost odbio. Rekao je da je ponosan što je PAOK zainteresiran za njega ali da je pod ugovorom s APOEL-om te će ostati u njemu. S klubom je 2008. osvojio ciparski kup.

### Levadiakos
U srpnju 2008. igrač potpisuje dvogodišnji ugovor s Levadiakosom. Debi za klub je imao 31. kolovoza 2008. protiv solunskog Arisa. Michalis Kapsis je pomogao klubu da u sezoni 2008./09. ne ispadne u drugu ligu te je bio važan igrač kluba. U Levadiakosu je proveo i sljedeću sezonu nakon čega je otišao u Ethinikos.

### Ethinikos
U veljači 2010. Kapsis potpisuje za pirejski Ethnikos u kojem je htio završiti svoju nogometnu karijeru. Prvu utakmicu za klub imao je protiv atenskog AEK-a.

## Reprezentativna karijera
Michalis Kapsis je za nacionalnu reprezentaciju igrao od 2003. do 2007. Bio je član trofejne generacije koja je 2004. postala europski prvak. Nastupao je za Grčku i u Kupu konfederacija 2005. u Njemačkoj. Izbornik Otto Rehhagel ga je koristio i u kvalifikacijskom ciklusu za Europsko prvenstvo u Austriji i Švicarskoj 2008.
Kapsis je za grčku reprezentaciju prikupio 34 nastupa dok je jedini reprezentativni pogodak postigao u gostujućoj kvalifikacijskoj utakmici protiv Gruzije 26. ožujka 2005. (pobjeda Grčke od 3:1).

## Osvojeni trofeji

### Klupski trofeji
| Klub          | Natjecanje         | Godina |
| Grčka         | Grčka              | Grčka  |
| ------------- | ------------------ | ------ |
| AEK Atena     | Grčki kup          | 2000.  |
| AEK Atena     | Grčki kup          | 2002.  |
| Olympiacos    | Grčko prvenstvo    | 2006.  |
| Olympiacos    | Grčki kup          | 2006.  |
| Cipar         |                    |        |
| APOEL Nicosia | Ciparsko prvenstvo | 2007.  |
| APOEL Nicosia | Ciparski kup       | 2008.  |

### Reprezentativni trofej
| Portugal   | Portugal |
| Natjecanje | Trofej   |
| ---------- | -------- |
| EURO 04'   | Zlato    |